# Ladainha
Ladainha là một đô thị thuộc bang Minas Gerais, Brasil. Đô thị này có diện tích 865,245 km², dân số năm 2007 là 16479 người, mật độ 17,6 người/km².